# Pauline Schäfer
Pauline Sieglinde Schäfer (Saarbrücken, 4 gennaio 1997) è una ginnasta tedesca, campionessa del mondo alla trave nel 2017.

## Carriera
Nel 2012 partecipa agli Europei junior di Bruxelles arrivando quinta con la squadra e individualmente non conquista nessuna finale.
Nel 2013 prende parte ai Mondiali di Anversa arrivando diciannovesima al volteggio.
Pauline nel 2014 compete agli Europei di Sofia, in Bulgaria, dove si qualifica per la finale a squadre arrivando quarta. Poi, a ottobre compete ai Mondiali di Nanning, in Cina, dove la Germania si piazza nona nella fase di qualifica, non prendendo parte a nessuna finale.
Il 2015 è un anno molto importante per la Schäfer, perché agli Europei di Montpellier, in Francia, si qualifica al terzo posto accedendo alla finale a trave, dove però, commettendo diversi errori, conclude in settima posizione. Vince invece la medaglia di bronzo alla trave ai Mondiali di Glasgow 2015, dove, anche se la squadra tedesca non si qualifica direttamente alle Olimpiadi 2016 (cosa che avverrà col test event), Pauline guadagna una storica medaglia che mancava da tempo.
Nel 2016 ha contribuito alla qualificazione della squadra tedesca alle Olimpiadi di Rio de Janeiro 2016, facendo parte della Nazionale giunta seconda classificata nel Test event preolimpico. Ai Giochi olimpici di Rio de Janeiro 2016 si piazza al sesto posto con la squadra tedesca, mentre da individualista non riesce a guadagnare nessuna finale.
Subito dopo le Olimpiadi, partecipa agli Europei di Cluj-Napoca 2017, in Romania, dove accede a 2 finali: una all around dove arriva ventesima, e l'altra al corpo libero dove arriva sesta. A Montreal 2017 si laurea campionessa mondiale alla trave.
Ad agosto del 2018 partecipa agli Europei di Glasgow qualificandosi al secondo posto per la finale a trave, che però compromette con la caduta durante un salto costale, perdendo l'opportunità di ambire al podio terminando sesta.
Nel 2021 viene scelta per far parte della squadra tedesca alle Olimpiadi di Tokyo, insieme a Elisabeth Seitz, Kim Bui e Sarah Voss.
Il 25 luglio prende parte alle qualifiche, ma la Germania non riesce a qualificarsi per la finale a squadre.